# Chance (album)
Chance is het tiende studioalbum van de Britse rockband Manfred Mann’s Earth Band. Dit album is voor een gedeelte opgenomen in Portugal.  

## Muzikanten

### The Earth Band
De Earth Band bestaat uit een vaste kern, die vanaf het begin in 1971 tot het zesde album Nightingales & Bombers (1975) ongewijzigd is gebleven. Daarna hebben er voortdurend schommelingen plaatsgevonden in de bezetting.
- Manfred Mann – keyboards, zang  (Adolescent  dream)
- Steve Waller – gitaar, zang (This is your heart)
- Chris Thompson – zang (Lies through the 80s, On the run, For you, Stranded)
- Mick Rogers – gitaar
- John Lingwood – drums
- Pat King – bas

Geoff Britton, die drumde op het vorige album Angel Station, is in 1979 wegens ziekte vervangen door John Lingwood. Die heeft begin jaren zeventig gespeeld bij de rockband Steamhammer en drumde later onder meer bij Leo Sayer en Roger Chapman. Hij maakte tot 1987 deel uit van Manfred Mann’s Earth Band en is teruggekeerd in 2016 als vervanger van Jimmy Copley, die overleden is in 2017. Zanger-gitarist Mick Rogers, die de band heeft verlaten in 1975, speelde weer mee op dit album. Hij is lid van de band gebleven tot heden. 

### Gastmuzikanten
Naast de leden van Manfred Mann’s Earthband  spelen er op ieder album ook gastmuzikanten. 
- Dyan Birch – zang (onder anderen No guarantee)
- Willy Finlayson – zang (Heart on the street)
- Peter Marsh – zang (Stranded)
- Carol Stocker – achtergrondzang
- Trevor Rabin – gitaar
- Robbie McIntosh – gitaar
- Geoff Whitehorn – gitaar
- Barbara Thompson – saxofoon

## Muziek
Net als op het vorige album zijn ook op deze plaat veel experimentele en elektronische geluiden te horen. De plaat opent met het maatschappijkritische Lies (through the 80s) van de Britse blueszanger-gitarist Denny Newman. On the run is een cover van The Heat is on, dat in 1983 is uitgebracht door Agnetha Fältskog van ABBA. For you van Bruce Springsteen staat op zijn debuutalbum Greetings from Asbury Park NJ (1973). In 2005 hebben the Disco Boys een dance-versie gemaakt van de uitvoering van Manfred Mann. Hello I am your heart van de Amerikaanse country songwriter Dennis Linde is ook gecoverd door de Nitty Gritty Dirt Band. Heart at the street is geschreven door de Amerikaanse bluesmuzikant en songschrijver Tom Gray. 

## Tracklijst

### kant een
1. Lies (through the 80s) (Denny Newman) – 4:37
2. On the run (Manfred Mann, Tony Ashton, Florrie Palmer) – 3:53
3. For you (Bruce Springsteen) – 5:41
4. Adolescent dream (Manfred Mann) – 2:42
5. Fritz the blank (Manfred Mann) – 2:52

### kant twee
1. Stranded (Mike Heron, Manfred Mann) – 5:49
2. Hello, I am your heart (Dennis Linde) – 5:19
3. No guarantee (Manfred Mann) – 3:50
4. Heart on the street (Tom Gray) – 4:56

### Bonus tracks re-issue 1999
1. A fool I am (B kant single) (Manfred Mann, Pat King, John Lingwood, Steve Waller) – 4:16
2. Adolescent dream (singleversie) (Manfred Mann) – 2:24
3. Lies (Through the 80s) (singleversie) (Denny Newman) – 4:15
4. For You (singleversie) (Springsteen) – 3:53

## Album
Dit album is opgenomen in 1979 en 1980, deels in de studio the Workhouse in Londen en deels in Casa das Flores in het Portugese district deAlgarven. Het album is geproduceerd door Manfred Mann en de Zuid-Afrikaanse gitarist, singer/songwriter en producer Trevor Rabin, met Rik Walton als geluidstechnicus en met assistentie van David Baratt, Edwin Cross, Laurie Latham en Robert Stewart. In Portugal was Bernie Clarke de co-producer met assistentie van Peter Schwier en Tim Summerhayes.  Het album is  uitgebracht op 10 oktober 1980 op Bronze Records voor Engeland  en de rest van Europa en op Warner Bros. voor de Verenigde Staten. 
Deze plaat is vanaf 1986 ook verkrijgbaar op Compact Disc. In 1999 is een herziene uitgave met vier bonustracks verschenen op Cohesion Records. Het re-masteren is uitgevoerd door Mike Brown en Robert M. Gorich. Op de albumhoes staat de poster “strandstole” van de Deense ontwerper Ole Kortzau. Er staan twee rood-wit gestreepte strandstoelen op een verlaten strand. Op de website van Discogs (zie bronnen en referenties)staat de discografie van het album Chance.

## Ontvangst
Het album Chance van Manfred Mann’s Earth Band heeft in de Verenigde Staten 16 weken in de Billboard 200 Albumlijst gestaan met als hoogste plek # 87. In Duitsland scoorde dit album # 11 en in Noorwegen # 6. Het album kreeg een waardering van 3 ½ ster van AllMusic (op een maximum van 5 sterren).  
Er zijn drie singles van dit album uitgebracht. Lies (through the 80s) bereikte in Nederland # 26 en For you behaalde in de Verenigde Staten # 106. Adolescent dream werd geen hit. 